# Ham-sur-Meuse
Ham-sur-Meuse é uma comuna francesa na região administrativa de Grande Leste, no departamento Ardenas. Estende-se por uma área de 6,19 km². Em 2010 a comuna tinha 239 habitantes (densidade: 38,6 hab./km²).